# Sahara India Pariwar
Sahara India Pariwar es una empresa India multinacional conglomerada con intereses comerciales diversificados que incluyen servicios financieros, financiamiento de la vivienda, fondos mutuos, seguros de vida, el desarrollo de la ciudad, actividades inmobiliarias, medios impresos y televisión, producción de películas, deportes, tecnología de la información, la atención de la salud, turismo, la hostelería y productos de consumo. El grupo es un importante promotor del deporte en la India. Posee el nuevo equipo Pune Warriors de la India, una participación del 42,5 % en la escudería de Fórmula 1 Force India y también patrocina a la Selección de críquet de India y a su selección de Hockey.

## Fórmula 1
En octubre de 2011, la compañía India adquirió el 42,5 % de las acciones de Force India F1 por un coste aproximado de unos 100 millones de $.

## Air Sahara
La aerolínea fue creada por esta empresa el 20 de septiembre de 1991 y comenzó sus operaciones el 3 de diciembre de 1993 con dos aviones Boeing 737-200 de Sahara Airlines. La aerolínea fue rebautizada como Air Sahara, el 2 de octubre de 2000, aunque Sahara Airlines siguió como nombre registrado de la compañía. El 12 de abril de 2007 Jet Airways por fin acordó con Air Sahara su compra por 14.500 millones de rupias (unos 340 millones de dólares USA). Air Sahara pasaría a ser conocida como JetLite y se situaría en el segmento entre las low-cost y las aerolíneas tradicionales.

## Reconocimientos
El The Brand Trust Report listó a Sahara en el top 100 marcas más confiables de la India. El informe fue publicado por el Patronato Asesor de Investigación.